# Казберова криниця

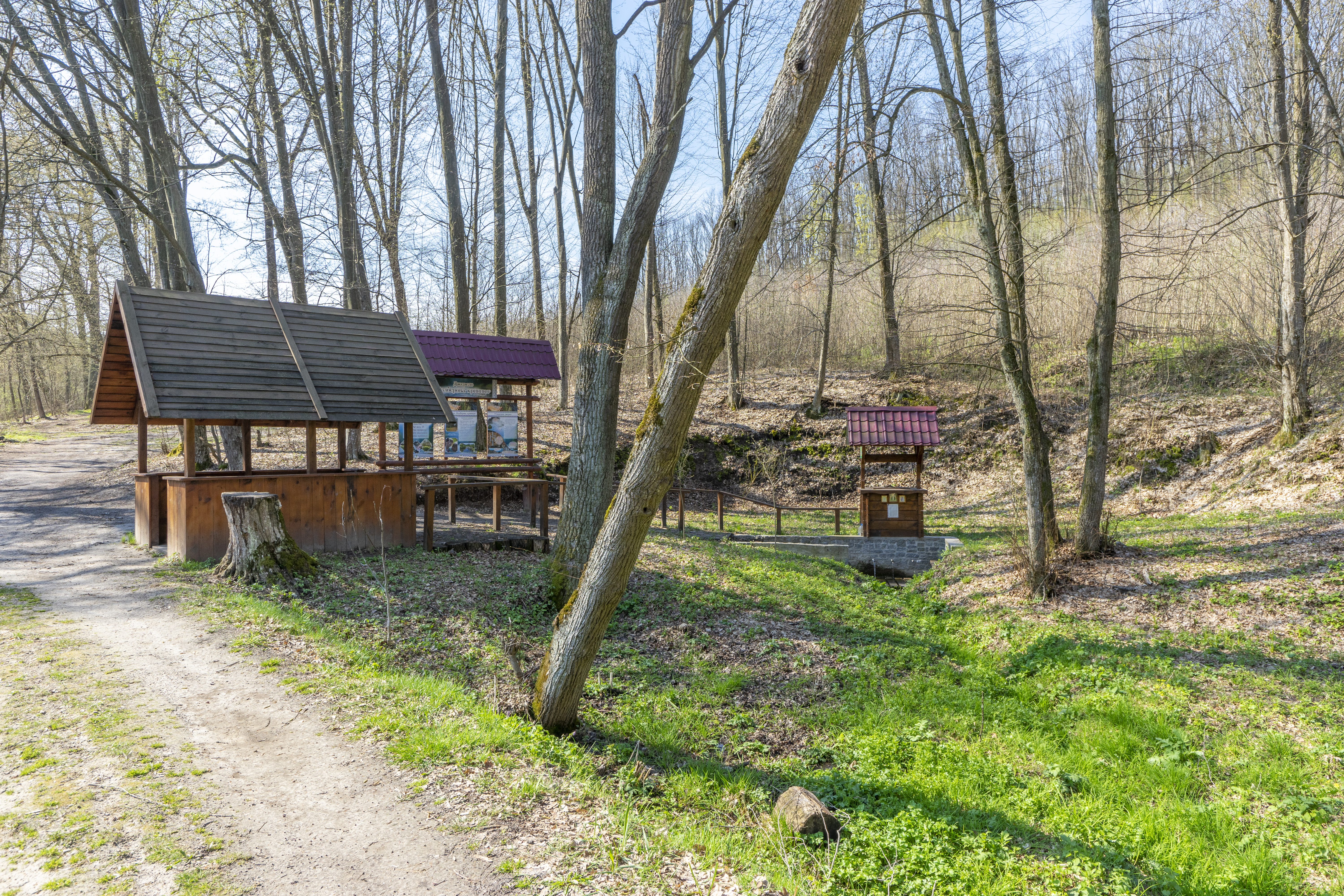
Казберова криниця

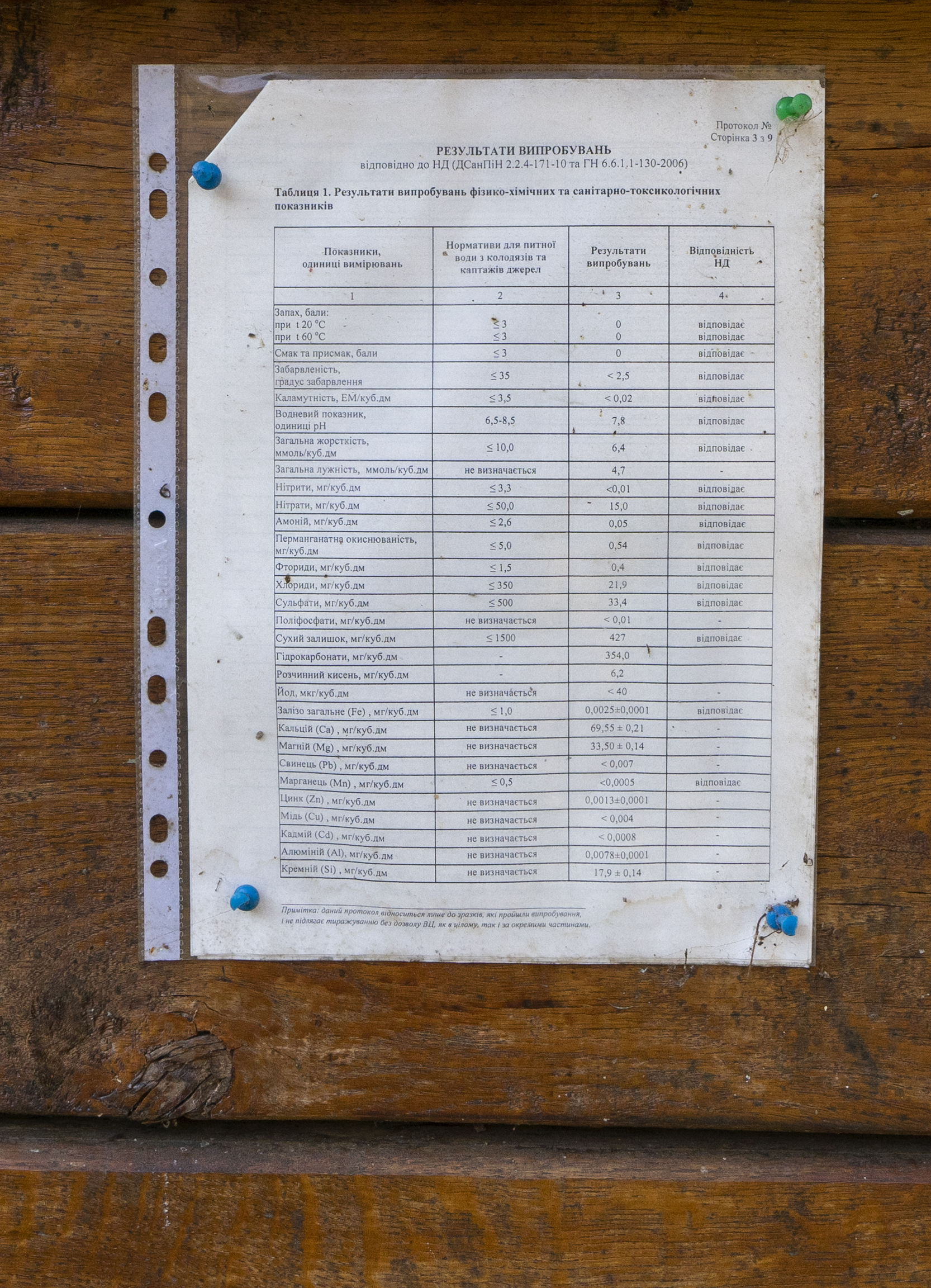
Казберова криниця

Казберова криниця — гідрологічний заказник місцевого значення в Україні. Об'єкт природно-заповідного фонду Черкаської області. 
Розташований на території Звенигородського району Черкаської області, на захід від села Квітки. 
Площа — 0,1 га, Статус присвоєно згідно з рішенням обласної ради від 08.04.2000 року № 15-4. Перебуває у віданні ДП «Корсунь-Шевченківське лісове господарство» (Квітчанського лісництво, квартал 32 виділ 15).
Охороняється підземне джерело у лісовому насадженні цінних порід віком понад 80 років. Оригінальний рельєф, історичне місце.